# Hansgeorg Bartenwerfer
Hansgeorg Bartenwerfer (* 2. Oktober 1924 in Tilžė; † 15. Januar 2005) war ein deutscher Psychologe.

## Leben
Er studierte Medizin und Psychologie in Marburg (Diplom in Psychologie 1956). Er wurde Assistent bei Heinrich Düker in Marburg. Nach der Promotion zum Dr. phil. 1958 und der Habilitation 1965 in Psychologie  wurde er 1967 in der Nachfolge Fritz Süllwolds für Fragen der Statistik und Methodenforschung an das DIPF berufen. Er wurde 1993 emeritiert.

## Schriften (Auswahl)
- Über die Auswirkungen einförmiger Arbeitsvorgänge, Untersuchungen zum Monotonieproblem. Marburg 1957, OCLC 256144052.
- Beiträge zum Problem der psychischen Beanspruchung. Teil 1: Untersuchungen zu den Grundfragen und zur Erfassung der psychischen Beanspruchung in der Industrie. Köln 1960, OCLC 611005553.
- mit Ludwig Kötter und Wilhelm Sickel: Beiträge zum Problem der psychischen Beanspruchung. Teil 2: Verfahren zur graduellen Beurteilung der psychischen Beanspruchung in der Industrie. Köln 1963, OCLC 913805082.
- Monotonie in unserer Arbeitswelt – muß das sein?. München 1985, OCLC 247634183.